# Пітер Одемвінгіе
Пітер Одемвінгіе (англ. Peter Odemwingie, нар. 15 липня 1981, Ташкент) — нігерійський та російський футболіст, нападник клубу «Сток Сіті».
Виступав за нігерійський «Бендел Іншуренс», бульгійський «Лув'єрваз», у складі якого став володарем Кубка Бельгії та переможцем Кубка Інтертото, французький «Лілль», московський «Локомотив», якому допоміг стати володарем Кубка Росії та англійські «Вест-Бромвіч Альбіон», «Кардіфф Сіті» і «Сток Сіті», а також національну збірну Нігерії, у складі якої тричі був бронзовим призером Кубка африканських націй (2004, 2006, 2010) та срібним призером Олімпійських ігор (2008).

## Клубна кар'єра

### Ранні роки
Народився 15 липня 1981 року в радянському місті Ташкент (нині — Узбекистан) в родині нігерійця Пітера і росіянки Раїси, які були студентами медиками. Через рік після народження Пітера сім'я переїхала в Башкирію, але незабаром повернулася в Ташкент, а 1993 року Осазе разом з мамою та старшою сестрою Алсу переїхав до Набережних Човнів, де до 15 років займався в ДЮСШ «КАМАЗ» під керівництвом Віктора Борисова. Саме в Татарстані відбулося його становлення як футболіста. Після цього займався у футбольній школі московського ЦСКА. Втім, за армійську команду Одемвінгіе не зіграв жодного матчу навіть у дублі — тренери визнали його безперспективним. Але 1998 року батько відправив сина до Нігерії, де він почав виступати за клуб «Бендел Іншуранс», в якому провів три сезони, забивши 19 голів у 53 матчах чемпіонату.

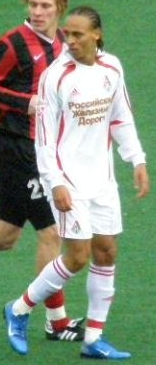
Пітер Одемвінгіе під час виступів за «Локомотив». 26 жовтня 2008 року

2002 року він перейшов в бельгійський «Лув'єрваз», з яким виграв Кубок Бельгії 2002/03.

### «Лілль»
2005 року Одемвінгіе перебрався у французький «Лілль». Саме в цій команді Пітер повністю розкрився як гравець. Найкращим для нападника став сезон 2005/06, коли він став другим бомбардиром чемпіонату Франції (14 голів), зайняв з командою третє місце в чемпіонаті та вийшов зі своїм клубом до Ліги чемпіонів.
У липні 2007 року в пресі ходили чутки про його майбутній перехід в московський «Спартак», однак угода не відбулася. За словами власника «Спартака» Леоніда Федуна причиною цьому стала велика трансферна вартість (12 млн доларів) та зарплата (3 млн доларів в рік) футболіста.

### «Локомотив»
19 липня Одемвінгіе підписав контракт з московським «Локомотивом», який заплатив за футболіста 14 млн доларів і підписав контракт на чотири роки. 19 липня був офіційно представлений як гравець залізничників та отримав майку з 9-м номером, а 22 липня дебютував у складі підопічних Анатолія Бишовця в матчі проти ЦСКА. Найвдалішим сезоном в «Локомотиві» для Пітера став сезон 2008 року. Того року він став найкращим бомбардиром команди з 10 голами. Надалі його гра лише гіршала: наступного року він забив 7 голів, а в сезоні 2010 року і зовсім не зміг відзначитися жодного разу.

### «Вест Бромвіч Альбіон»

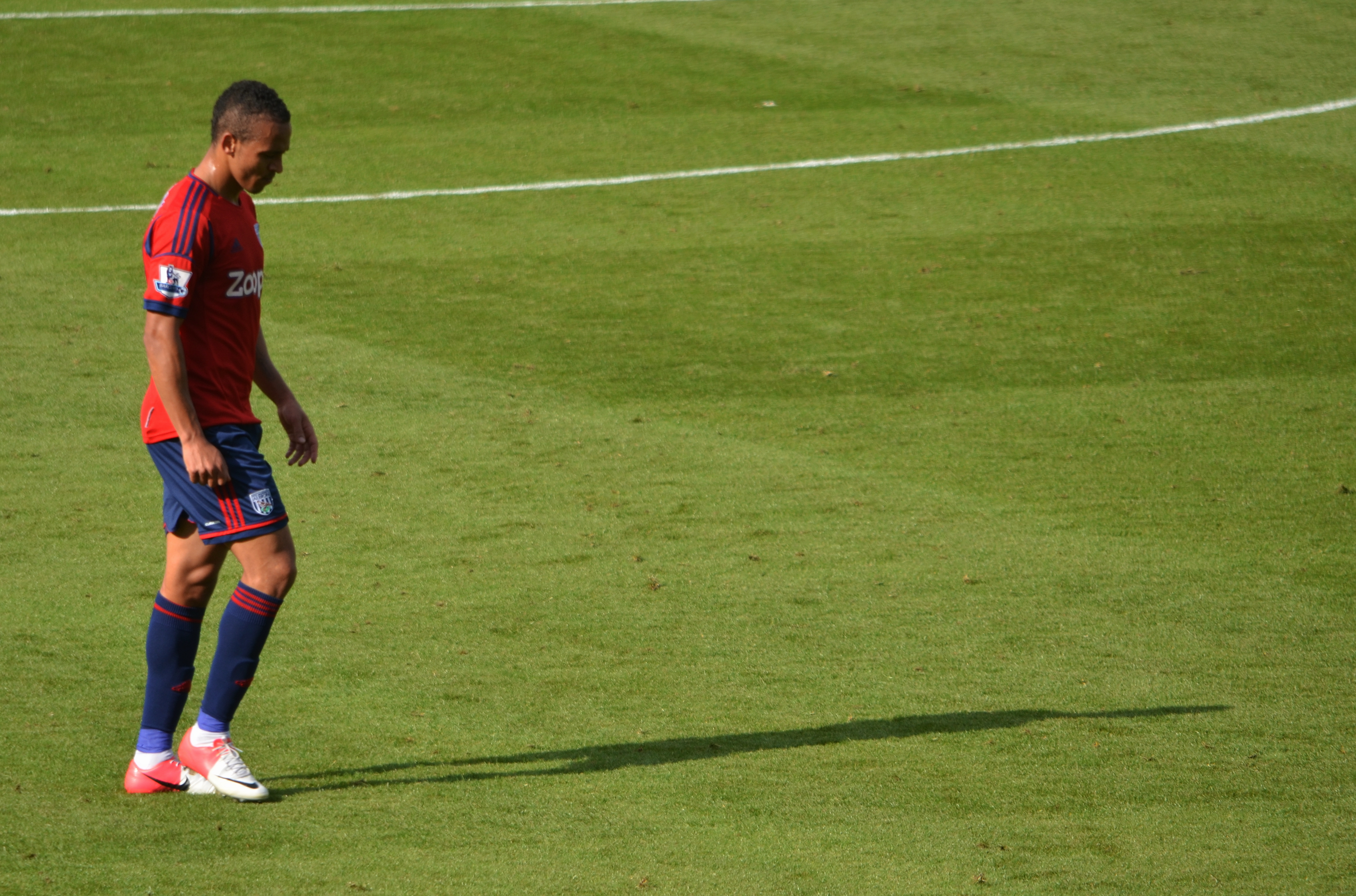
Пітер Одемвінгіе під час виступів за «Вест-Бромвіч Альбіон». 15 вересня 2012 року

20 серпня 2010 року Одемвінгіе підписав трирічний контракт з англійським «Вест-Бромвіч Альбіоном». Сума трансферу склала 2,5 млн євро. У новому клубі він отримав футболку з номером 24. У першому ж матчі за англійський клуб Одемвінгіе забив гол на 81-й хвилині та приніс «Вест Бромвічу» перемогу над «Сандерлендом». Відразу після цього уболівальниками «Локомотива» був вивішений расистський банер «Спасибі, Вест Бромвіч!», а Пітер заявив що на нього в Росії весь час чинився тиск. Зі свого боку, у вересні 2010 року, вболівальники «Вест Бромвіча» вивісили у відповідь плакат «Спасибі, Локомотив!».
За підсумками вересня, Одемвінгіе був визнаний найкращим гравцем місяця Прем'єр-ліги, де забив 2 голи і зробив гольову передачу в трьох матчах. Голи Пітера принесли його клубу перемогу над «Арсеналом» (3:2 в гостях, 25 вересня 2010 р.), а також нічию (2:2) в матчі з «Вест Гем Юнайтед», 10 листопада 2010 року. Всього за сезон Пітер забив 16 голів у Прем'єр-лізі, встановивши клубний рекорд.
18 серпня 2011 року з'явилася інформація про те, що Пітер продовжив контракт з «Вест Бромвічем» до червня 2014 року
12 лютого 2012 року в матчі проти «Вулвергемптон Вондерерз» Одемвінгіе оформив свій перший хет-трик в Прем'єр-лізі. Загалом протягом трьох сезонів у складі «Вест-Бромвіч Альбіона» був одним з головних бомбардирів команди, маючи середню результативність на рівні 0,34 голу за гру першості.

### «Кардіфф Сіті»

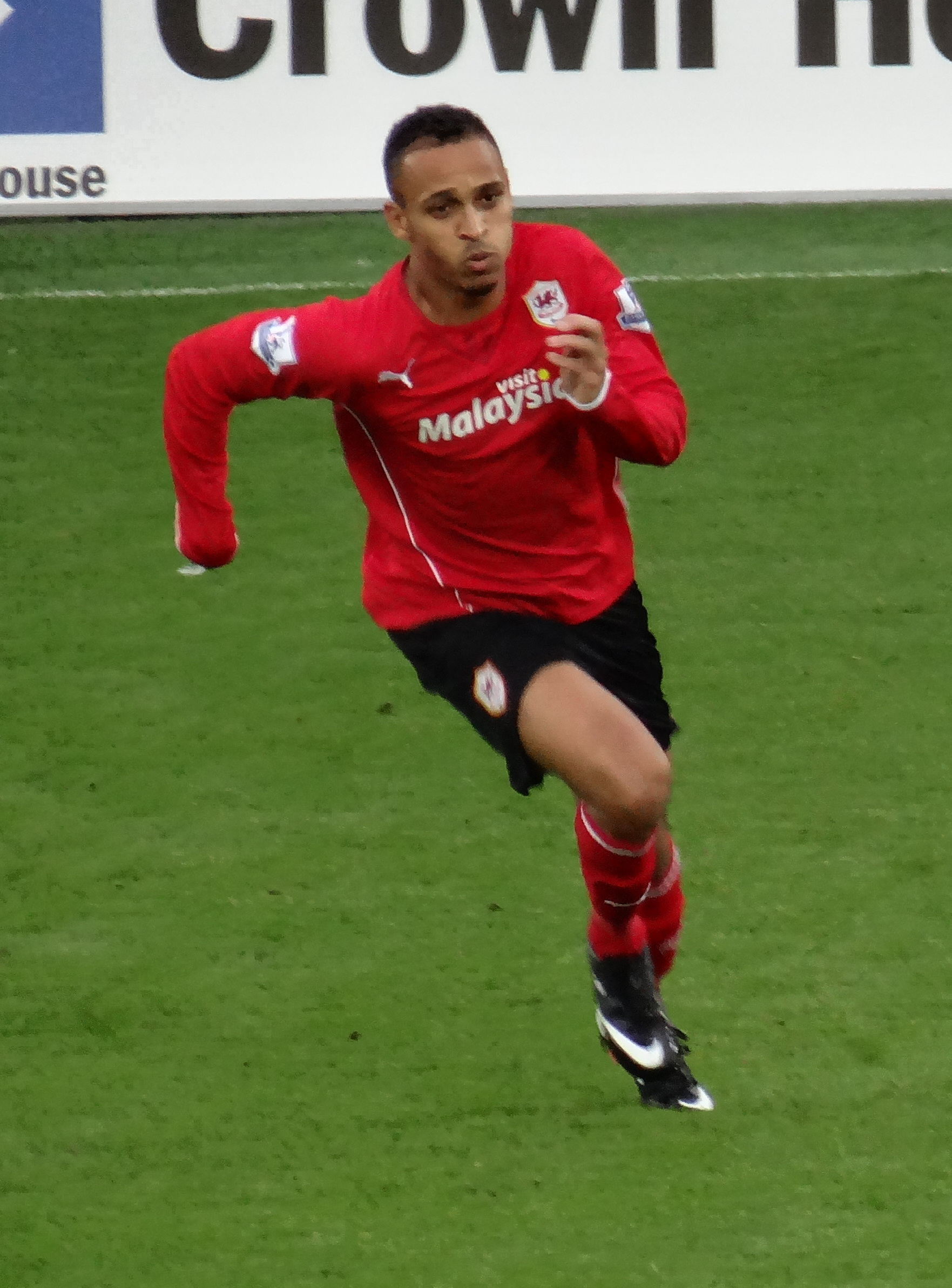
Пітер Одемвінгіе під час виступів за «Кардіфф Сіті». 22 вересня 2013 року

2 вересня 2013 року Одемвінгіе перейшов в «Кардіфф Сіті» за 2,25 млн фунтів, підписавши контракт на два роки. Протягом першої половини сезону Одемвінгіе регулярно виходив в основному складі, але з приходом на тренерський місток у січні 2014 року Уле Гуннара Сульшера, впав у немилість і перестав залучатись до матчів валлійської команди.

### «Сток Сіті»
28 січня 2014 року був відданий в «Сток Сіті». Замість нього на позицію форварда зі «Стока» в «Кардіфф» вирушив тринідадець Кенвайн Джонс. З Пітером команда з міста Сток-он-Трент підписала контракт на півтора року. До кінця сезону встиг відіграти за «Сток Сіті» 15 матчів в національному чемпіонаті, в яких забив 5 голів.

## Виступи за збірні
1997 року дебютував у складі юнацької збірної Росії. За два роки взяв участь у 12 іграх на юнацькому рівні, відзначившись 8 забитими голами.
Після того як 1999 року Одемвінгіе перебрався в Нігерію, він став залучатись до складу молодіжної збірної Нігерії. На молодіжному рівні зіграв у 9 офіційних матчах, забив 2 голи.
5 травня 2002 року дебютував в офіційних матчах у складі національної збірної Нігерії в товариському матчі проти збірної Кенії.
У складі збірної був учасником Кубка африканських націй 2004 року у Тунісі, на якому команда здобула бронзові нагороди, а Пітер забив 4 голи в 6 іграх, Кубка африканських націй 2006 року в Єгипті, на якому команда здобула бронзові нагороди, та Кубка африканських націй 2008 року у Гані. На КАН-2008 він зіграв у всіх матчах збірної (тричі в основі та вихід на заміну в програному матчі з Кот-д'Івуаром замість Джона Утаки), не забив жодного м'яча.
Влітку 2008 року у складі олімпійської збірної брав участь у Олімпійських іграх в Афінах, де зіграв у всіх 6 матчах збірної Нігерії, забив 1 гол і допоміг нігерійцям стати срібними призерами Олімпійських ігор, програвши лише в фіналі зірковій команді Аргентини з Ліонелем Мессі та Анхелем ді Марією.
На початку 2010 року був включений до заявки на Кубок африканських націй в Анголі, на якому команда знову здобула бронзові нагороди, а Пітер вийшов на заміну в матчі зі збірною Беніну, а в матчі з Мозамбіком відзначився дублем, принісши команді перемогу та вихід у плей-оф. Влітку того ж року потрапив до заявки збірної на чемпіонат світу 2010 року у ПАР, на якому зіграв у двох матчах, але так і не зміг допомогти команді вийти з групи.
В лютому 2012 року у Пітера погіршали стосунки з головним тренером нігерійців Стівеном Кеші після того, як Одемвінгіе був замінений у товариському матчі проти збірної Руанди. Після цього футболіст рідко викликався до складу збірної, а в кінці того ж року Кеші не включив 31-річного футболіста в список з 32 гравців, які мали б поїхати на Кубок африканських націй 2013 року в ПАР. Після цього Одемвінгіе заявив про завершення кар'єри у збірній, заявивши: «Стало ясно, що мої дні у збірній закінчилися. Я очікував, що не потраплю до команду, оскільки до цього були передумови. Я провів у збірній 10 прекрасних років з 2002 по 2012 рік. І я не хочу грати з тренером, яка не бажає мене бачити. Якби він мене викликав, я б грав. Але тепер уболівальникам ясно, що рішення більше не виступати за збірну була не моїм». На той момент у Пітера за збірну було зіграно 54 матчі і забито 9 голів.
Попри це, влітку 2014 року Одемвінгіе потрапив до заявки збірної на чемпіонат світу у Бразилії і повернувся до збірної, прокоментувавши це так: «Багато людей хотіли бачити мене в збірній, деякі писали, що дуже нудьгували, не бачачи мене в зеленій футболці, оскільки я зробив багато хорошого для збірної, зіграв багато офіційних матчів, вигравав титул Гравця Року в Нігерії. В останні кілька років моїм єдиним жалем було те, що я, ставши грати краще, ймовірно, міг надати допомогу збірній, забити більше голів, але я пропустив цей період. Я пропустив півтора року, пропустив перемогу в Кубку Націй, на жаль. Шкода, оскільки я був частиною тієї команди, граючи на чотирьох африканських турнірах, але отримав лише три бронзових медалі. Але я не буду озиратися назад — у мене є ще один шанс і ще будуть можливості виграти титул».
Наразі провів у формі головної команди країни 57 матчів, забивши 9 голів.

## Статистика виступів

### Статистика клубних виступів
| Сезон                            | Команда                          | Чемпіонат                        | Чемпіонат | Чемпіонат | Національний кубок | Національний кубок | Національний кубок | Континентальні кубки | Континентальні кубки | Континентальні кубки | Інші змагання | Інші змагання | Інші змагання | Усього | Усього |
| Сезон                            | Команда                          | Ліга                             | Ігор      | Голів     | Ліга               | Ігор               | Голів              | Ліга                 | Ігор                 | Голів                | Ліга          | Ігор          | Голів         | Ігор   | Голів  |
| -------------------------------- | -------------------------------- | -------------------------------- | --------- | --------- | ------------------ | ------------------ | ------------------ | -------------------- | -------------------- | -------------------- | ------------- | ------------- | ------------- | ------ | ------ |
| 2000                             | «Бендел Іншуренс»                | ПЛ                               | 18        | 3         | —                  | —                  | —                  | —                    | —                    | —                    | —             | —             | —             | 18     | 3      |
| 2001                             | «Бендел Іншуренс»                | ПЛ                               | 17        | 7         | —                  | —                  | —                  | —                    | —                    | —                    | —             | —             | —             | 17     | 7      |
| 2002                             | «Бендел Іншуренс»                | ПЛ                               | 18        | 9         | —                  | —                  | —                  | —                    | —                    | —                    | —             | —             | —             | 18     | 9      |
| Усього за «Бендел Іншуренс»      | Усього за «Бендел Іншуренс»      | Усього за «Бендел Іншуренс»      | 53        | 19        |                    |                    |                    |                      |                      |                      |               |               |               | 53     | 19     |
| 2002-03                          | «Лув'єрваз»                      | ЛЖ                               | 14        | 2         | КБ                 | 0                  | 0                  | —                    | —                    | —                    | —             | —             | —             | 14     | 2      |
| 2003-04                          | «Лув'єрваз»                      | ЛЖ                               | 27        | 5         | КБ                 | 0                  | 0                  |                      | 2                    | 1                    | —             | —             | —             | 27     | 5      |
| 2004-05                          | «Лув'єрваз»                      | ЛЖ                               | 3         | 2         | КБ                 | 0                  | 0                  | —                    | —                    | —                    | —             | —             | —             | 3      | 2      |
| Усього за «Лув'єрваз»            | Усього за «Лув'єрваз»            | Усього за «Лув'єрваз»            | 44        | 9         |                    | 0                  | 0                  |                      | 2                    | 1                    |               |               |               | 44     | 9      |
| 2004-05                          | «Лілль»                          | Л1                               | 20        | 4         | КФ+КЛ              | 0+0                | 0+0                | КУЄФА                | 4                    | 0                    | —             | —             | —             | 24     | 4      |
| 2005-06                          | «Лілль»                          | Л1                               | 26        | 14        | КФ+КЛ              | 0+0                | 0+0                | ЛЧ+КУЄФА             | 5+3                  | 0+1                  | —             | —             | —             | 34     | 15     |
| 2006-07                          | «Лілль»                          | Л1                               | 29        | 5         | КФ+КЛ              | 2+0                | 0+0                | ЛЧ                   | 9                    | 2                    |               |               |               | 38     | 7      |
| Усього за «Лілль»                | Усього за «Лілль»                | Усього за «Лілль»                | 75        | 23        |                    | 2                  | 0                  |                      | 21                   | 3                    |               |               |               | 96     | 26     |
| 2007                             | «Локомотив» (Москва)             | ПЛ                               | 14        | 4         | КР                 | 0                  | 0                  | —                    | —                    | —                    | —             | —             | —             | 14     | 4      |
| 2008                             | «Локомотив» (Москва)             | ПЛ                               | 26        | 10        | КР                 | 0                  | 0                  | КУЄФА                | 5                    | 2                    | —             | —             | —             | 31     | 12     |
| 2009                             | «Локомотив» (Москва)             | ПЛ                               | 25        | 7         | КР                 | 0                  | 0                  | —                    | —                    | —                    | —             | —             | —             | 25     | 7      |
| 2010                             | «Локомотив» (Москва)             | ПЛ                               | 10        | 0         | КР                 | 0                  | 0                  | —                    | —                    | —                    | —             | —             | —             | 10     | 0      |
| Усього за «Локомотив» (Москва)   | Усього за «Локомотив» (Москва)   | Усього за «Локомотив» (Москва)   | 75        | 21        |                    | 0                  | 0                  |                      | 5                    | 2                    |               |               |               | 80     | 23     |
| 2010-11                          | «Вест-Бромвіч Альбіон»           | ПЛ                               | 32        | 15        | КА+КЛ              | 0+0                | 0+0                | —                    | —                    | —                    | —             | —             | —             | 32     | 15     |
| 2011-12                          | «Вест-Бромвіч Альбіон»           | ПЛ                               | 30        | 10        | КА+КЛ              | 1+1                | 1+0                | —                    | —                    | —                    | —             | —             | —             | 32     | 11     |
| 2012-13                          | «Вест-Бромвіч Альбіон»           | ПЛ                               | 25        | 5         | КА+КЛ              | 1+0                | 0+0                | —                    | —                    | —                    | —             | —             | —             | 26     | 5      |
| Усього за «Вест-Бромвіч Альбіон» | Усього за «Вест-Бромвіч Альбіон» | Усього за «Вест-Бромвіч Альбіон» | 87        | 30        |                    | 3                  | 1                  |                      |                      |                      |               |               |               | 90     | 31     |
| 2013-14                          | «Кардіфф Сіті»                   | ПЛ                               | 15        | 1         | КА+КЛ              | 0+1                | 0+1                | —                    | —                    | —                    | —             | —             | —             | 16     | 2      |
| 2013-14                          | «Сток Сіті»                      | ПЛ                               | 15        | 5         | КА+КЛ              | 0+0                | 0+0                | —                    | —                    | —                    | —             | —             | —             | 15     | 5      |
| Усього за кар'єру                | Усього за кар'єру                | Усього за кар'єру                | 364       | 108       |                    | 5                  | 2                  |                      | 28                   | 6                    |               |               |               | 397    | 116    |

## Титули і досягнення
- Володар Кубка Бельгії (1):

«Лув'єрваз»: 2003
- Володар Кубка Інтертото (1):

«Лув'єрваз»: 2004
- Срібний олімпійський призер: 2008
- Бронзовий призер Кубка африканських націй: 2004, 2006, 2010